# Neogossea pauciseta
Neogossea pauciseta is een buikharige uit de familie Neogosseidae. Het dier komt uit het geslacht Neogossea. Neogossea pauciseta werd in 1905 voor het eerst wetenschappelijk beschreven door Daday. 